# Annabelle Attanasio

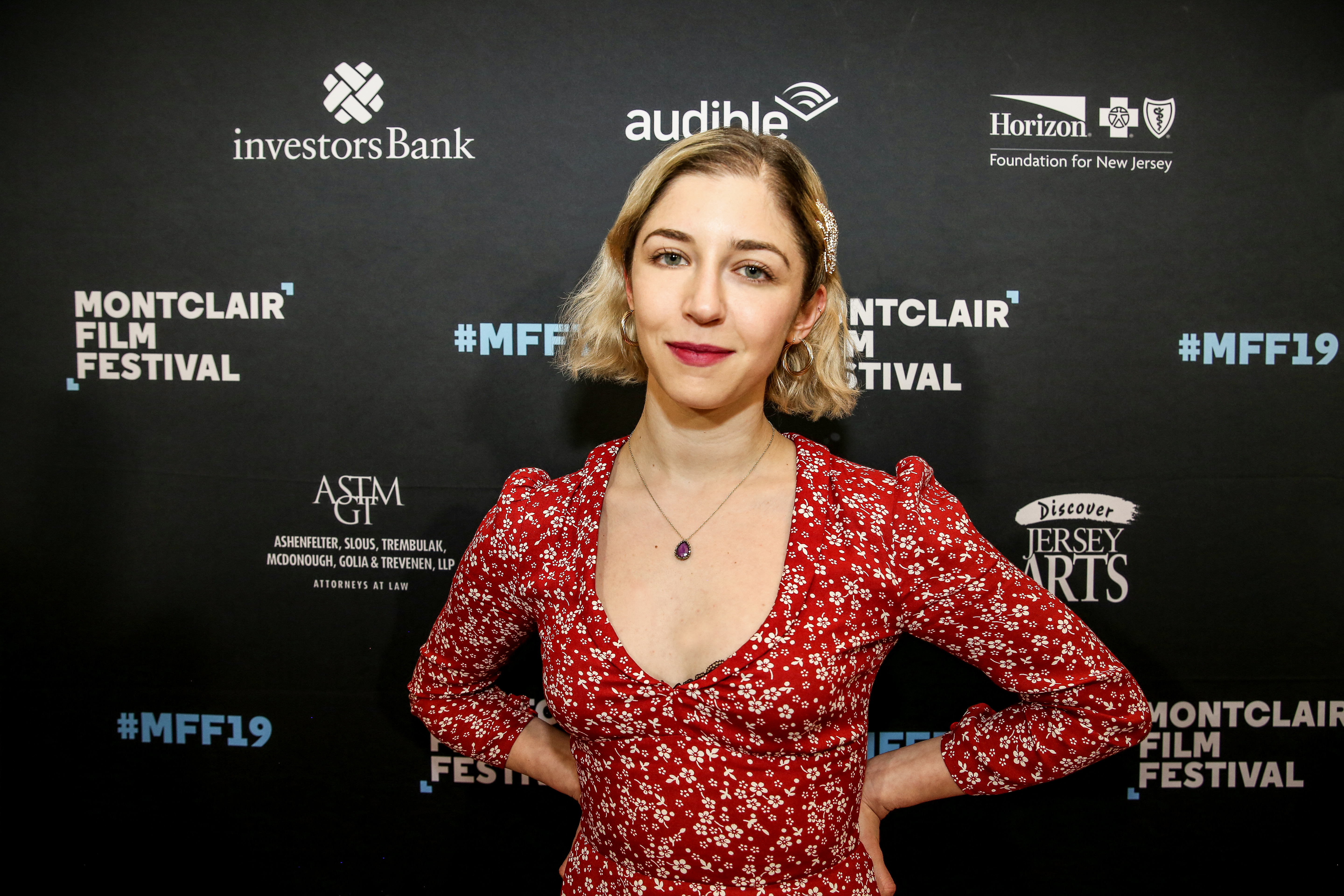
Annabelle Attanasio (2019)

Annabelle Attanasio (* 11. Mai 1993 in Los Angeles) ist eine US-amerikanische Schauspielerin.
Von 2016 bis 2018 spielte Attanasio in den ersten beiden Staffeln der Fernsehserie Bull die Rolle der Cable McCrory, der Computerexpertin und Hackerin des Teams.
Attanasio ist die Tochter von Paul Attanasio und Katie Jacobs. Ihr Vater ist neben Phil McGraw der Co-Creator von Bull.